# San Juan del Estado
San Juan del Estado è un comune del Messico, situato nello stato di Oaxaca.